# Троценко Микола Андрійович
Микола Андрійович Троценко (24 грудня 1938 року, с. Перекопівка, Роменського району, Сумської області) — український художник.

## Біографія
Микола Андрійович Троценко народився 24 грудня 1938 року в селянській родині на Сумщині. Закінчив Перекопівську восьмирічну школу, навчався в Запорізькій будівельній школі № 2, працював теслею на новобудовах Запоріжжя. Після служби повітряно-десантних військах працював на заводі «Дніпроспецсталь».
Пізнавати таїну малювання почав у відносно пізньому віці. У 1963 році вступив до трирічної студії Запорізького обласного Будинку народної творчості. Навчався на факультеті малюнку і живопису Московського народного університету ім. Н. К. Крупської. Після закінчення якого 18 років працював учителем образотворчого мистецтва і понад 30 років очолював студії образотворчого мистецтва «Веселка» в Перекопівській середній школі. Брав участь в обласних, республіканських та всесоюзних виставках.

## Творчість
Захоплюється класичною та народною музикою, поезією. Має бібліотеку, фонотеку. Побудував власну картинну галерею. Прихильник реалістичного живопису творчості художників-передвижників. Учасник численних виставок, мав персональні виставки в рідному селі, в Ромнах, Запоріжжі та Києві. Твори зберігаються в Роменському краєзнавчому музеї, Музеї-майстерні імені І. Кавалерідзе (Київ) та приватних зібраннях.

## Картини
- «Пригорну до серця світло рідної хатинки» (1964)
- «Човни на березі річки» (1968)
- «Зимова задума» (1971)
- «Для майбутнього врожаю (1973)
- «Соціалістичне оновлення Дніпра [триптих] (1973)
- «Материнське сяйво» (1984)
- «Пороша» (1992)
- «Нехай земля відпочине» (1997)
- «Я лоза, а ви гілля» (2003)
- «Зимовий пейзаж», «Урожай», «Мамине подвір'я», «Вітер»

## Нагороди
Лауреат всесоюзного і республіканського самодіяльного мистецтва. Нагороджений Почесною грамотою Міністерства культури України, значком « Відмінник народної освіти» — Міністерством освіти, присвоєно звання «Старший вчитель».